# 花舞少女
《花舞少女》，是濱弓場雙的日本漫畫作品，其篇名來源是五位夜來舞社員的名字首字。從芳文社出版雜誌《Manga Time Kirara Forward》2011年6月號連載至2018年4月號，共出版10冊單行本。
於《Manga Time Kirara Forward》2014年2月號中宣布由MADHOUSE製作電視動畫的消息。
2014年4月13日，電視動畫網站正式公開，發布動畫製作人員與配音消息，於7月至9月首播。

## 概要
容貌、學業、美術及體育能力都很普通的中學二年級女孩——關谷鳴，雖然很憧憬成為「女主角」，但因為個性內向的緣故，依然過著普通的生活。某天夜晚，鳴與在月下穿著和服跳舞的金髮少女相遇了，之後這位少女——哈娜·N·芳婷史坦轉到了鳴的班上，並積極邀請鳴一起跳夜來舞（YOSAKOI）。
原作以日本神奈川縣鎌倉市江之島電鐵沿線鐵路周邊區域作為舞台，人物名字分別以鎌倉市的地方名字來命名。

## 登場角色

### 夜來舞社
關谷鳴（聲：上田麗奈（日本）、Caitlynn French（美国））
就讀由比濱學園中學部的2年級生，14歲。血型B型。容貌、學業、美術及體育能力都很普通的女孩子。
受到小時候觀賞的電影影響，而憧憬女主角。
性格內向且缺乏自信，對於自己想做的事總是猶豫不前。遇到哈娜後，看到她積極認真想跳夜來舞的樣子，決定改變自己，和哈娜一起跳夜來舞。之後逐漸成長。
是哈娜在日本的第一個朋友，也是最親近的密友。而夜彌稱其為“怯懦的童話少女”，從小學時代就關照、保護著她；多美則將其視若親妹，亦在合宿期間很受真智照顧。蘭的評價為“土裡土氣的前輩”。
哈娜·N·芳婷史坦（聲：田中美海（日本）、Luci Christian（美国））
從美國紐澤西州普林斯頓轉學到由比濱學園中學部2年級就讀的金髮少女，對自己的矮小身材抱有複雜心情。
小時候到日本旅行就對夜來舞很感興趣，並希望自己也能夠跳夜來舞，因此邀請鳴一起組成夜來舞社。後來慢慢學會為團隊做出考慮。
性格活潑、擅長運動。在美國生活時因為憧憬忍者，時常進行跑酷活動。
對於鳴來說是“重要的朋友”，夜彌的第一印象则是“金髮幼女”，蘭的評價為“傻兮兮的小矮子”。
笹目夜彌（聲：奧野香耶（日本）、Monica Rial（美国））
就讀由比濱學園中學部的2年級生，14歲，血型A型。才貌雙全的女孩子，不過寫字很醜。
與鳴從小學開始就已經認識，是鳴最要好的朋友，總是擔心著鳴的事情。
家中經營蕎麥麵店，有個弟弟。
最初對夜來舞並無好感，但因為擔心鳴而以掛名社員的名義加入。
在業餘樂團中擔任鼓手（原作未表示樂團名稱，動畫中以「Need Cool Quality」為名），但在要上軌道時樂團突然解散，曾為此感到沮喪。後來在鳴的鼓勵下決定專心跳夜來舞。
西御門多美（聲：大坪由佳（日本）、Cynthia Martinez（美国））
就讀由比濱學園中學部的3年級生，14歲。鳴的青梅竹馬，擔任學生會副會長。
個性溫厚、容姿端麗、頭腦聰明的大和撫子型少女。鳴自幼的憧憬對象。
跟著真智一起去禁止鳴與哈娜使用屋頂後，開始對鳴的活動有了興趣，並且私下協助她們。
對父親抱持著近似愛情的感情，曾被真智說有戀父情結。
出身於富裕且家教嚴格的家庭，小學時因為父親要求而開始學習芭蕾舞、鋼琴、茶道及插花。在看到鳴她們努力的姿態後，開始意識到自己一直以來都活得像個人偶，之後決定踏出新的一步，加入鳴的夜來舞活動。
夜彌對其評價為“端莊的人間胸器”，蘭的印象為“文靜的前輩，而且似乎一點都不腹黑”。和真智關係非常親密。
常盤真智（聲：沼倉愛美（日本）、Carli Mosier（美国））
多美的同班同學，學生會會長。
個性一絲不苟，曾經禁止鳴跟哈娜使用屋頂當作練習場所，但是對於好友多美卻有著溫柔的一面。
從小就很憧憬姐姐沙里努力不懈的身影，因此當沙里否定自己的努力並離家出走時感到被背叛，一直無法諒解沙里。
夜來舞社面臨廢社危機時，對於鳴她們仍想要請沙里當顧問的態度感到無法接受，最後在多美說出其實沙里也感到很後悔後，姐妹間終於解開心結。
討厭認輸，即使由比濱學園能夠直升高中，也還是會努力在全國模擬考中取得好成績。
和多美關係非常親密。其他學生則覺得真智“非常可怕”。
常盤沙里（聲：豐口惠（日本）、Molly Searcy（美国））
由比濱學園的中學教師，真智的姐姐，25歲的單身女性。
授課科目為英語，也是鳴的班導師。
並非正式教師，經由錄用考試後從第二學期開始正式成為由比濱學園的老師。
學生時代為了回應家庭的期待不斷努力，最後因為不堪重負而離家出走，也讓真智至今無法諒解。
笛田蘭
就讀于由比濱学園中學部的1年級學生，12歲。花彩夜來舞祭后加入到夜來舞社。
性格充滿了孩子氣，因為仰慕樂隊時期的夜彌而加入。
由於從小學1年級開始就接觸各種舞蹈，因此旁若無人地宣稱夜來舞社的水平太低。視哈娜為死對頭，策劃著奪取夜來舞社，並渴望得到夜彌的注意。
被同班的和子視作妹妹。實際上是另一大型團隊的成員，由於水平太高且指導他人時不善言辭，而遭到眾人排斥，唯獨和子對其不離不棄。
十二所和子
由比濱学園中學部1年級學生，12歲。笛田蘭的同班同學，且坐在她的身後。與多美是故交。
在與多美重逢后，給予多美“笛田蘭很危險”的警告。如果說蘭能跳出很優美的示範，那麼和子對鳴、哈娜等初學者的指導和講解則是細緻入微。
被蘭認為“多嘴，挺煩人”，但始終堅持和蘭待在一起，并勸說蘭回到當初的團隊中去。見勸說未奏效后，便索性加入夜來舞社。

### 周圍的人物
Need Cool Quality
夜彌所加入的樂團，通稱「肉球」。成員都是由比濱學園中學部2年級生。樂團名稱與成員姓名皆是動畫版的設定，原作直到第61话才首次提及。
山之下祥子（聲：若井友希（日本）、Brittney Karbowski（美国））
在樂團中擔任主唱。
小町結香（聲：高井舞香（日本）、Juliet Simmons（美国））
在樂團中擔任吉他手、合唱。
梶原亞里沙（聲：山本彩乃（日本）、Margaret McDonald（美国））
在樂團中擔任貝斯手，也是樂團簡稱的命名者。
關谷直正（聲：大川透（日本）、John Swasey（美国））
鳴的父親，56歲，很擔心鳴的事情。在家中經營劍道場，和多美的父親是朋友。
關谷智
鳴的母親，39歲，但樣子比較像17歲，關谷家最強的存在。
大船勝（聲：小山剛志（日本）、John Gremillion（美国））
夜來舞商品專賣店「勝」的店長。33歲，單身。特徵是光頭和太陽眼鏡。
雖然外表可怕，其實個性很親切。曾給予鳴她們許多關於夜來舞的建議。
除了鳴她們之外，也會給予其他學生團體指導，同時亦熱心幫忙街上舉辦的活動。
鳴她們參訪第34回綠之祭夜來舞大會時，在附近的咖啡店遇到以顧問身分一起同行的沙里，並對沙里一見鍾情。
之後常被哈娜與真智利用這點（像是給沙里的電子信箱、能夠和沙里約會之類的條件）來換取夜來舞商品的折扣。
多美的父親（聲：東地宏樹（日本）、David Matranga（美国））
留著鬍鬚、穿著西裝的高大男子。受到女兒多美的傾慕。與鳴的父親是好友。
梅（聲：前田敏子（日本）、Joanne Bonasso（美国））
多美家的幫傭，65歲，不擅長使用電子產品。
哈娜的父親（聲：上田祐司（日本）、Leraldo Anzaldua（美国））
英語會話補習班的老師，曾對鳴一行人推銷會話課程。
與妻子，也就是哈娜的媽媽珍妮佛離異，之後和哈娜一起居住，最近則又復合。
珍妮佛·N·芳婷史坦（聲：高橋智秋（日本）、蒂凡尼·格兰特（美国））
哈娜的母親，職業婦女，經常忙碌於在美國的事業，很不擅長做菜，故常將家庭雜務交由丈夫處理，後曾與丈夫離異，後與丈夫復合後，計畫連同哈娜三人回到美國，最後因哈娜為完成與同伴的約定，而讓哈娜留在日本。

## 出版書籍
| 冊數 | 芳文社         | 芳文社                 | 尖端出版       | 尖端出版               | 封面人物                              |
| 冊數 | 初版發售日期   | ISBN                   | 初版發售日期   | EAN                    | 封面人物                              |
| ---- | -------------- | ---------------------- | -------------- | ---------------------- | ------------------------------------- |
| 1    | 2011年12月12日 | ISBN 978-4-8322-4089-6 | 2013年4月20日  | EAN 4717702254483      | 鳴                                    |
| 2    | 2012年7月12日  | ISBN 978-4-8322-4167-1 | 2014年4月9日   | EAN 4717702260149      | 哈娜                                  |
| 3    | 2013年4月12日  | ISBN 978-4-8322-4285-2 | 2014年7月14日  | EAN 4717702261375      | 夜彌                                  |
| 4    | 2014年1月10日  | ISBN 978-4-8322-4392-7 | 2014年10月17日 | EAN 4717702263263      | 多美                                  |
| 5    | 2014年7月11日  | ISBN 978-4-8322-4461-0 | 2015年1月20日  | EAN 4717702264802      | 真智                                  |
| 6    | 2014年9月12日  | ISBN 978-4-8322-4478-8 | 2015年5月22日  | EAN 4717702266622      | 沙里                                  |
| 7    | 2015年8月11日  | ISBN 978-4-8322-4602-7 | 2016年1月13日  | ISBN 978-957-10-6409-3 | 蘭                                    |
| 8    | 2016年8月10日  | ISBN 978-4-8322-4731-4 |                |                        | 和子                                  |
| 9    | 2017年6月12日  | ISBN 978-4-8322-4841-0 |                |                        | 祥子、结香、亚里沙                    |
| 10   | 2018年4月12日  | ISBN 978-4-8322-4937-0 |                |                        | 鳴、哈娜、夜彌、 多美、真智、蘭、和子 |

## 電視動畫
2014年7月開始播出。

### 製作人員
- 原作：濱弓場双（芳文社「Manga Time Kirara Forward」連載）
- 監督：石塚敦子
- 系列構成、劇本：吉田玲子
- 角色設計、總作畫監督：渡邊敦子（日语：渡辺敦子 (アニメーター)）
- 美術設定：綱頭瑛子
- 美術監督：山根左帆
- 色彩設計：大野春惠
- 攝影監督：藤田賢治
- 編輯：木村佳史子
- 音響監督：藤田亞紀子
- 音樂：高田龍一（日语：高田龍一）、帆足圭吾（日语：帆足圭吾）（MONACA）
- 音樂製作：DIVE II entertainment
- 音樂製作人：村上貴志
- 製片人：田中宏幸（日语：田中宏幸）、小林宏之、菅澤正浩、清水美佳、林洋平、塚中健介、馬場楊子、百田英生、堀田章一
- 動畫製作人：中本健二
- 副製作人：小野寺美遙、石岡伸晴、波田野洋介、田口亞有理
- 動畫製作：MADHOUSE
- 製作：花舞少女製作委員會

### 主題曲
片頭曲
随花起舞
作詞：畑亞貴，作曲、編曲：田中秀和（MONACA），編舞：中村信幸（天空しなと屋）
主唱：花舞少女隊〔關谷鳴（上田麗奈）、笹目夜彌（奧野香耶）、哈娜·N·芳婷史坦（田中美海）、西御門多美（大坪由佳）、常盤真智（沼倉愛美）〕
片尾曲
花雪（第1話 - 第11話）
作詞、作曲、編曲：，主唱：smileY inc.（大坪由佳＆ゆうゆ）
花雪（花舞少女队版）（第12話）
作詞、作曲、編曲：，主唱：花舞少女隊
劇中曲
孤独的信号（第1話）
作詞：畑亞貴，作曲、編曲：廣川惠一（MONACA）
主唱：Need Cool Quality〔山之下祥子（若井友希）、小町結香（高井舞香）、梶原亞里沙（山本彩乃）、笹目夜彌（奧野香耶）〕

### 各話列表
| 話數   | 日文標題 | 中文標題          | 劇本     | 分鏡              | 演出     | 作畫監督                    | 原作話數                      |
| ------ | -------- | ----------------- | -------- | ----------------- | -------- | --------------------------- | ----------------------------- |
| 第1組  |          | Shall We Dance？  | 吉田玲子 | 神戶守            | 石塚敦子 | 王國年                      | 第1組－第4組                  |
| 第2組  |          | 嫉妒玫瑰          | 吉田玲子 | 神戶守            | 中村近世 | 原田峰文 後藤麻梨子         | 第5組－第7組                  |
| 第3組  |          | Girl's Style      | 吉田玲子 | 佐山聖子          | 細川秀樹 | 日向正樹                    | 第6組、第8組 第11組           |
| 第4組  |          | Princess·Princess | 吉田玲子 | 佐山聖子          | 齊藤啟也 | 菊池陽介 大川美穗子         | 第9組－第10組 第12組－第13組  |
| 第5組  |          | 最初的一步        | 吉田玲子 | 青木弘安          | 渡邊琴乃 | 王國年                      | 第14組－第15組                |
| 第6組  |          | Try Try Try       | 吉田玲子 | 島津裕行          | 清水明   | 齊藤弘樹 後藤麻梨子         | 第16組－第19組                |
| 第7組  |          | Girl Identity     | 吉田玲子 | 佐山聖子          | 吉村文宏 | 三浦奈菜                    | 第19組－第22組                |
| 第8組  |          | Mission Event     | 吉田玲子 | 石塚敦子 中園真登 | 細川秀樹 | 日向正樹                    | 第23組－第26組                |
| 第9組  |          | Sister Complex    | 吉田玲子 | 淺香守生          | 關田修   | 菊池陽介、大川美穗子 吉田肇 | 第26組－第29組                |
| 第10組 |          | 溫泉合宿          | 吉田玲子 | 島津裕行          | 中村近世 | 後藤麻梨子 seo jung duck    | 第30組－第31組 第36組－第37組 |
| 第11組 |          | Smile is Flower   | 吉田玲子 | 渡邊琴乃          | 渡邊琴乃 | 金錦樹                      | 第31組－第33組                |
| 第12組 |          | 花舞少女          | 吉田玲子 | 佐山聖子          | 石塚敦子 | 王國年                      | 第34組                        |

### 播放電視台
日本深夜動畫：下文記載的日本国内播放時間使用日本標準時間（UTC+9）表示。因為部分時間标识會採用30小时制，因此請留意这类超过24:00的时间，其實際播放時間為翌日清晨。
| 播放地區   | 播放電視台    | 播放日期               | 播放時間（UTC+9）         | 所屬聯播網 | 備註             |
| ---------- | ------------- | ---------------------- | ------------------------- | ---------- | ---------------- |
| 關東廣域圈 | 東京電視台    | 2014年7月7日－9月22日  | 星期一 25時35分－26時05分 | 東京電視網 |                  |
| 大阪府     | 大阪電視台    | 2014年7月8日－9月23日  | 星期二 25時35分－26時05分 | 東京電視網 |                  |
| 愛知縣     | 愛知電視台    | 2014年7月10日－9月25日 | 星期四 25時35分－26時05分 | 東京電視網 |                  |
| 日本全國   | AT-X          | 2014年7月11日－9月26日 | 星期五 22時00分－22時30分 | 衛星電視   | 有重播           |
| 日本全國   | NICONICO直播  | 2014年7月11日－9月26日 | 星期五 23時00分－23時30分 | 網路電視   |                  |
| 日本全國   | NICONICO頻道  | 2014年7月11日－9月26日 | 星期五 23時30分 更新      | 網路電視   |                  |
| 日本全國   | 萬代頻道      | 2014年7月14日－9月30日 | 星期一 12時00分 更新      | 網路電視   |                  |
| 日本全國   | d Anime Store | 2014年7月14日－9月30日 | 星期一 12時00分 更新      | 網路電視   | 會員可無限制收看 |
| 北海道     | TV北海道      | 2014年10月7日－        | 星期二 26時05分－26時35分 | 東京電視網 |                  |

| 日本 東京電視台 星期一 25:35－26:05 節目 | 日本 東京電視台 星期一 25:35－26:05 節目 | 日本 東京電視台 星期一 25:35－26:05 節目 |
| ---------------------------------------- | ---------------------------------------- | ---------------------------------------- |
|                                          | 花舞少女 （2014年7月7日－9月22日）       |                                          |
| 飆速宅男                                 | 飆速宅男 GRANDE ROAD                     |                                          |

| MY KIDS TV 星期日 18:30－19:00 節目 | MY KIDS TV 星期日 18:30－19:00 節目        | MY KIDS TV 星期日 18:30－19:00 節目 |
| ----------------------------------- | ------------------------------------------ | ----------------------------------- |
|                                     | 花舞少女 （2014年11月30日－2015年2月15日） |                                     |
| 星光少女 彩虹舞台                   | THE IDOLM@STER 重播                        |                                     |

### 關連商品

#### 藍光／DVD
| 卷數 | 發售日期       | 收錄話         | 規格編號          | 規格編號     |
| 卷數 | 發售日期       | 收錄話         | 藍光              | DVD          |
| ---- | -------------- | -------------- | ----------------- | ------------ |
| 1    | 2014年9月26日  | 第1話－第2話   | AVXA-74557/B      | AVBA-74545/B |
| 2    | 2014年10月24日 | 第3話－第4話   | AVXA-74558/B      | AVBA-74546/B |
| 3    | 2014年11月28日 | 第5話－第6話   | AVXA-74559/B      | AVBA-74547/B |
| 4    | 2014年12月26日 | 第7話－第8話   | AVXA-74560/B      | AVBA-74548/B |
| 5    | 2015年1月23日  | 第9話－第10話  | AVXA-74561/B      | AVBA-74549/B |
| 6    | 2015年2月27日  | 第11話－第12話 | AVXA-74562/B      | AVBA-74550/B |
| BOX  | 2016年12月23日 | 第1話－第12話  | EYXA-11185/92/B/C | -            |

#### CD
| 發售日        | 名稱 | 規格編號     | 規格編號   |
| 發售日        | 名稱 | CD+DVD       | CD         |
| ------------- | ---- | ------------ | ---------- |
| 2014年8月27日 |      | AVCA-74538/B | AVCA-74539 |
| 2014年8月27日 | 花雪 | AVCA-74536   | AVCA-74537 |
| 2014年9月10日 |      | AVCA-74534/B | AVCA-74535 |

收錄於PS Vita遊戲「花舞少女 夜來舞LIVE！」中使用的插入曲。每卷相隔一星期順序發售。
| 卷 | 發售日         | 名稱                        | 規格編號   |
| -- | -------------- | --------------------------- | ---------- |
| 1  | 2014年10月22日 | YOSAKOI SONG Series 壹 鳴   | AVCA-74540 |
| 2  | 2014年10月29日 | YOSAKOI SONG Series 貳 哈娜 | AVCA-74541 |
| 3  | 2014年11月5日  | YOSAKOI SONG Series 參 夜彌 | AVCA-74542 |
| 4  | 2014年11月12日 | YOSAKOI SONG Series 肆 多美 | AVCA-74543 |
| 5  | 2014年11月19日 | YOSAKOI SONG Series 伍 真智 | AVCA-74544 |

## 遊戲
花舞少女 夜來舞LIVE！
使用平台為PlayStation Vita，2014年11月13日由萬代南夢宮發售。
花舞少女 夜來舞拼圖！
益智解謎遊戲，於iOS/Android平台推出。2015年4月26日配信。2016年4月25日結束服務。

## 外部連結
- 花舞少女│漫畫殿堂・芳文社（日語）
- 《花舞少女》電視動畫官方網站 （页面存档备份，存于）（日語）
- 電視動畫《花舞少女》的X（前Twitter）（日語）
- 花舞少女（動畫）在動畫新聞網百科全書中的資料（英文）